# 七二一方針

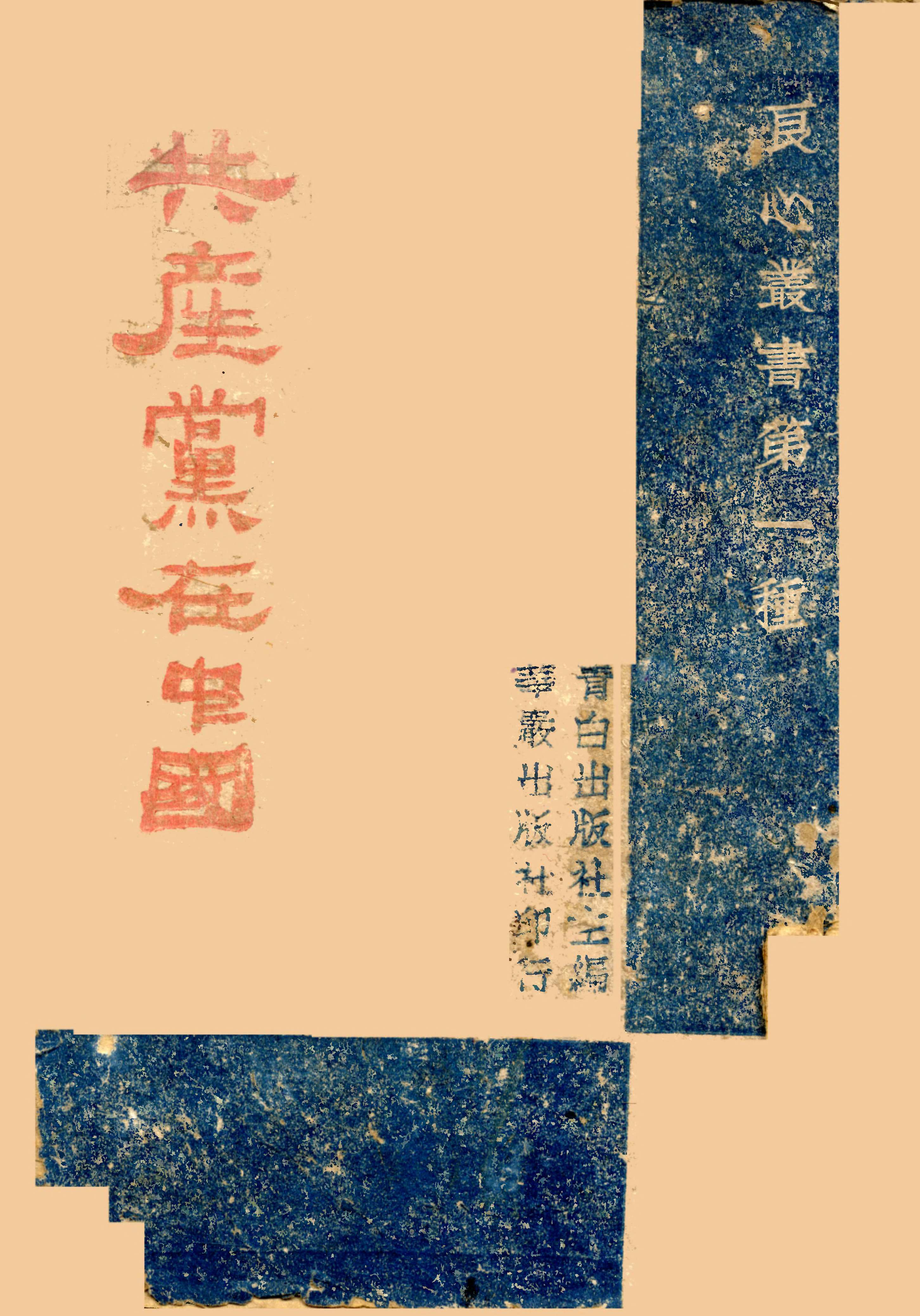
《共產黨在中國》封面

七二一方針，又稱七分發展、二分應付、一分抗日，是中华民国政府宣称中國共產黨主席毛澤東在中国抗日战争時對其所轄部隊的作戰指示。2015年9月2日中華民國總統马英九在台北纪念抗战胜利70周年讲话時便提及此主張，藉此批評中共在紀念抗戰時抹殺國民政府在對日抗戰的貢獻，並重申國民政府是對日抗戰領導中國的“唯一政府”，國軍主導抗戰是歷史事實。但也有学者反对此说法，认为该说法来源系国民党捏造，中共則主張“发展”、“應付”、“抗日”无法明确区分，实为同一件事，因為國民政府不給中共「抗日自由」，不允許中共在地方發展，所以必須應付。 
在中华人民共和国社会舆论中，既有认为该说法诋毁是游击战的观点，亦有认为中共确实实行消极抗战方针的舆论观点，他们将中共在抗日战争敌后战场的游击战通俗的概括为“游而不击”。

### 《共產黨在中國》

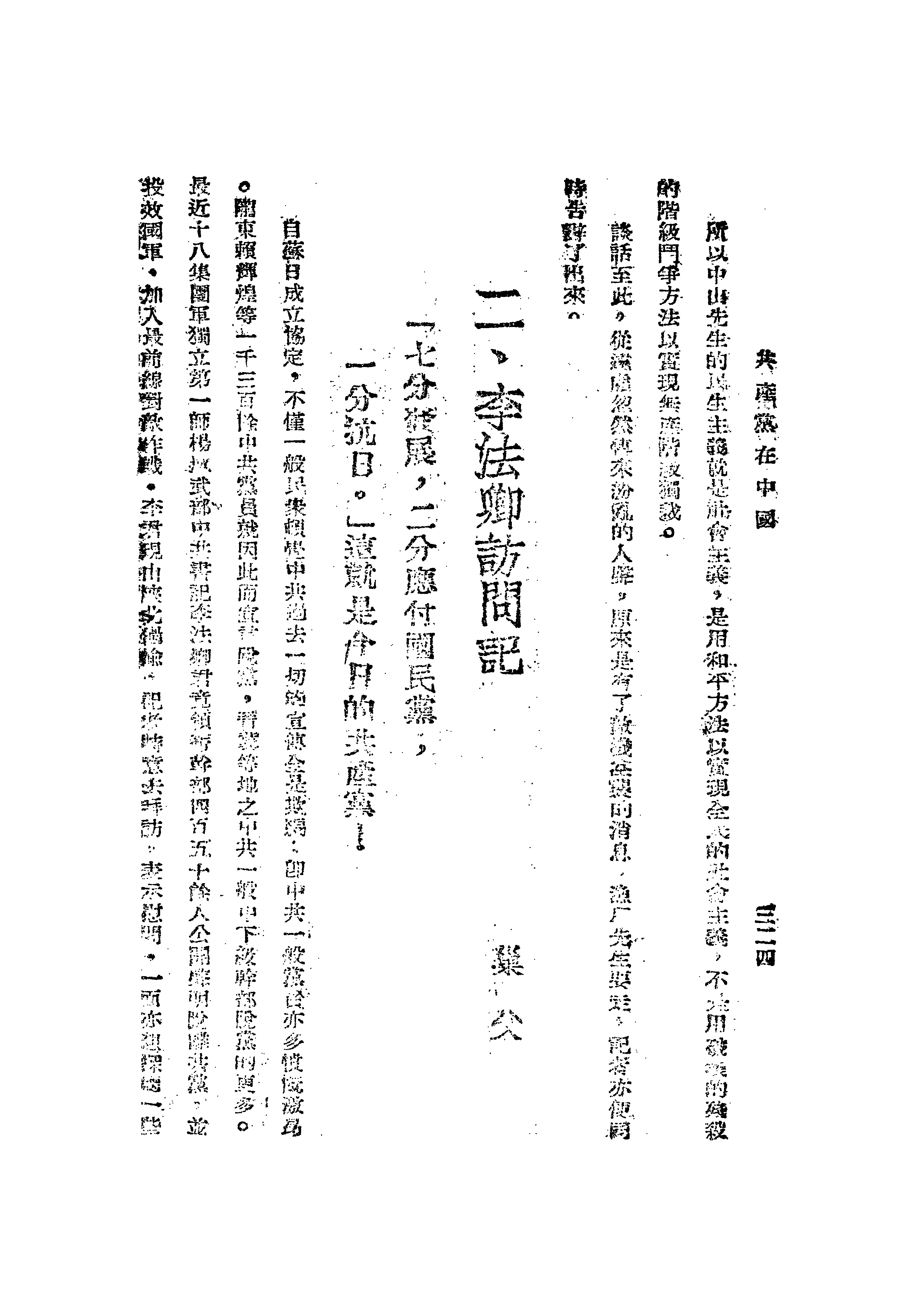
李法卿訪問記，《共產黨在中國》第324頁

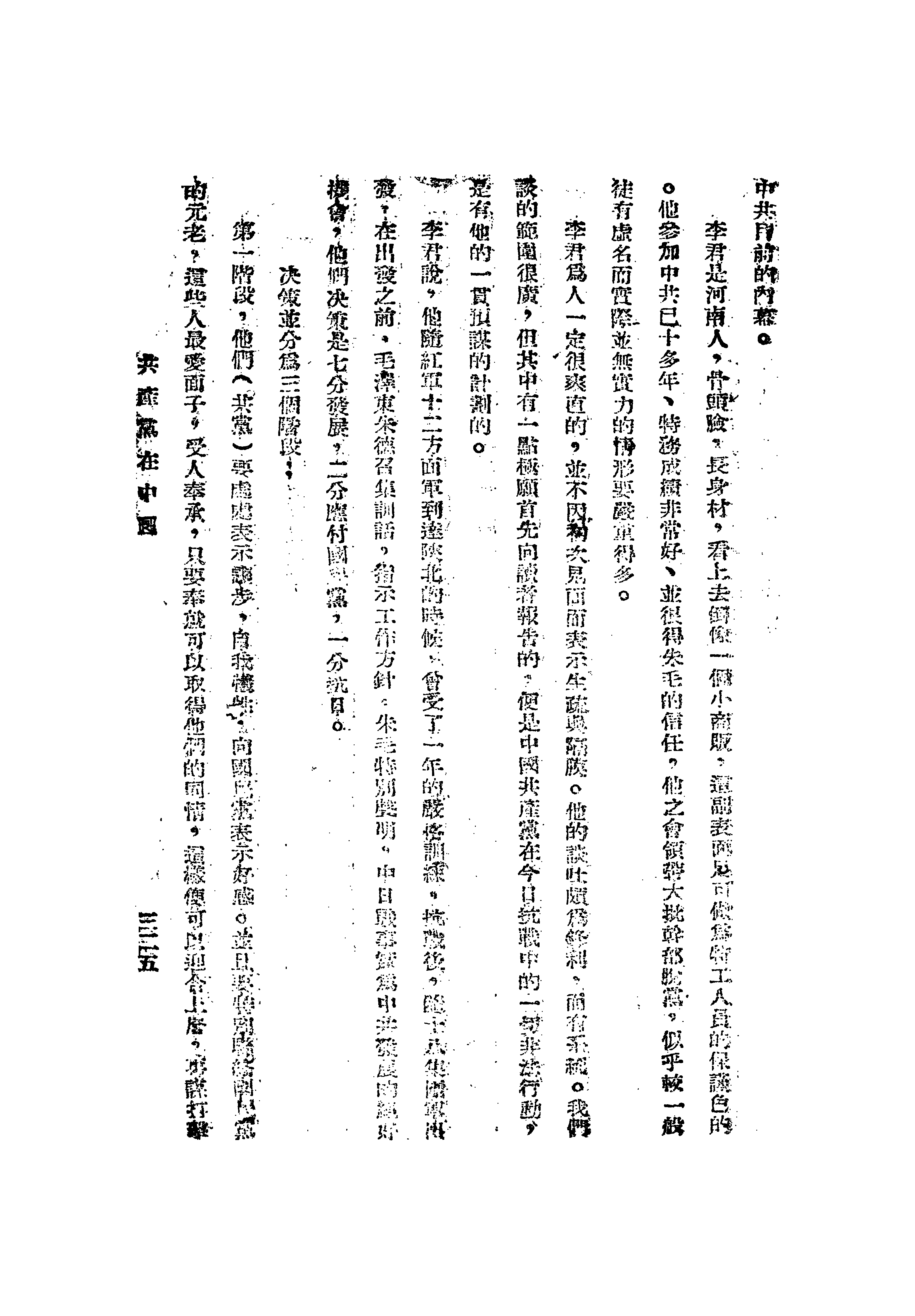
李法卿訪問記，《共產黨在中國》第325頁

1943年7月，署名編著者為青白出版社，交華嚴出版社出版的《共產黨在中國》一書中:324-327，提到了七二一方针。

李法卿訪問記(節錄)
巢父
『七分發展，二分應付國民黨，一分抗日。』這就是今日的共產黨!
自蘇日成立協定，不僅一般民眾頓覺中共過去的一切宣傳全是欺騙；即中共一般黨員亦多憤慨激昂。隴東賴輝煌等一千三百餘中共黨員因此而宣布脫黨，晉冀一地之中共一般中下級幹部脫黨的更多。最近十八集團軍獨立第一師楊成武部李法卿君竟率領幹部四百五十餘人公開聲明脫離共黨。
(中略)李君是河南人，骨頭臉，長身材，看上去倒像一個小商販。(中略)參加中共已十多年。
李君說，他隨紅軍十二方面軍到達陝北的時候，曾受了一年的嚴格訓練。抗戰後，隨十八集團軍出發；在出發之前，毛澤東朱德召集訓話，指示工作方針。朱毛特別聲明，中日戰事實為中共發展的絕好機會，他們決策是七分發展，二分應付國民黨，一分抗日。(後略)

本書中，有提到了七二一方針三階段的詳細步驟，其目標最終為『喧賓奪主』，後『代替國民黨的領導權』、以對日軍『進行夾攻』。而七二一方針之計畫，朱毛還特別要求幹部們『保守絕對秘密』，李君想來『到真覺得有點對不住他們』
而在徐恩曾的回憶錄中，也提到了當年曾破獲新華社地下諜報工作站，逮捕了11名中共秘密訓練特工人員時，還意外抄獲了毛澤東所撰的教材文件，內容沒提及七二一方針，或者類似的字句，但和李君所說大致相符。徐文中述及，當他把文件交給高層後，蔣戒心大起。故從此文可推知，蔣之後急電中共說明，朱德與毛澤東再電覆蔣介石絕無此事，又可從電文中看出當時七二一方針的類似傳聞是存在的。不過，徐的回憶錄當中也沒提及七二一方針，或者類似的字句，僅有提到毛澤東藉由假裝被收編，實際則趁抗戰時擴大實力的三階段奪權計畫。
另外，在秦孝儀主編的《中華民國重要史料》也提到了李法卿之說:357-359，在該書中稱摘自總統府機要檔案，故古屋奎二所著的《蔣總統秘錄》也提及此事，應屬於同一來源。陳布雷等亦稱中國共產黨密令幹部，利用抗戰機會，圖謀發展，強調七分擴張勢力，二分對付中國國民黨，一分抗日:38。
但美國史丹佛大學研究中共統戰的范力沛教授在其著作《Enemies and Friends》中认为该说法来源不可信。

### 魏德迈报告
1947年9月19日，魏德迈率团访华考察归美后，在华盛顿向国务卿马歇尔呈交了《魏德迈报告》，内称：
1937年10月，毛泽东给部下传达指示：

“中日战争为我党提供了一个绝佳的扩张机会。我们的固定政策应该是百分之七十的扩张，百分之二十應付国民党，百分之十抵制日本。执行这一固定政策有三个阶段：第一个是妥协阶段，在这一阶段，应作出自我牺牲，以显示我们在表面上服从中央政府，坚持三民主义，但实际上这将成为我们党存在和发展的伪装。第二是竞争阶段，在这个阶段中，应该用两三年的时间来奠定我党的政治和军事力量的基础，并发展这些力量，直到我们能够与国民党相抗衡，并打破国民党，消除后者在黄河以北的影响。在等待事态发展的同时，我们应该给日本侵略者以某些让步。第三是进攻阶段，我们的部队应深入华中，切断中央政府部队在各个地区的通讯，孤立和驱散他们，直到我们准备好反攻，从国民党手中夺取领导权。”
《魏德邁報告》註明來源是弗雷達‧厄特利1947年出版的Last Chance in China，該書註明來源是1941年對國民參政會提出的《中國共產黨問題檔案》，由國防最高委員會於1944年在重慶出版。

### 《中華民國五十四年國慶紀念告全國軍民同胞書》
蔣介石在1965年10月10日的《中華民國五十四年國慶紀念告全國軍民同胞書》也提到了此方針。

(前略)
當二十世紀初期，由於北京義和團之亂，乃造成了八國聯軍，佔領北京的國恥，惟當時以美國主持正義，保全了中國的獨立統一，始倖而免於瓜分之禍。然自日本軍閥，挑起了瀋陽「九一八」事變，再繼之以蘆溝橋「七七」事變，與上海「八一三」事變，民族危亡的慘劇，乃愈演而愈烈！我們政府為挽救國家民族的厄運，即不得不決定全面抗戰，堅持到底的政策，於是亦接受了中共悔禍投誠，即其所謂「共赴國難」的四項原則，它說：「一、在全國範圍內，停止推翻國民政府之武裝暴動；」「二、『蘇維埃』政府改名為中華民國特區政府，『紅軍』改名為國民革命軍，直接受南京中央政府與軍事委員會之指揮；」「三、在特區內實施普選的徹底民主制度；」「四、停止沒收地主土地之政策，堅決執行抗日民族統一戰線之共同綱領。」於是政府乃收編了它陝北的殘餘匪軍，和江南各地的股匪。初不謂共匪毛賊狼子野心，竟玩弄其邪惡的「兩手」，方其投降宣言，墨瀋未乾，正當日軍全面入侵之際，乃即公然揚言，要「七分發展，二分應付，一分抗日」！
(後略)

按照蔣介石對全臺灣軍民的說法，在日本全面進攻後不久，中共即以『公然揚言』(可能是廣播或者報紙)的方式發表了七二一方針的類似宣言；而《蘇俄在中國》一書中，亦持此說。

### 《中共史論》郭華倫著
在郭華倫所著的長篇中共史研究作品《中共史論》第四冊中，提到了蘇聯漢學家克林諾夫曾於1970年5月間寫了一篇評論，當中也記及此事：

(前略)
一九四一年七月，蘇聯通知延安，日本正在向大陸派遣有充分戰鬥準備的軍隊，並且請求採取有效的措施，牽制日本軍隊，不讓他們集中在通向蘇聯邊界的地區，例如，請求破壞鐵道交通。但是毛澤東和過去一樣，沒有理睬這個請求。
一九四一年一月，共產國際代表直接向毛澤東提出了這樣的問題，即一旦日本進犯蘇聯，中共將採取什麼行動呢？毛澤東沒有作出直接的答覆，後來他破壞了一切旨在採取對日敵對行動的努力。
在國際無產階級、一切進步力量和反帝力量，必須盡最大的努力採取積極的反法西斯行動、這個複雜而困難的時期裏，毛澤東實際上停止了同日本軍隊的戰鬥。他提出了這樣的方針，即﹕把百分之十的力量用於同日本作戰，把百分之二十的力量，用以反對國民黨，把百分之七十的力量，用於發展自己的勢力。
(後略)

而在前苏共中央对外联络部高级官员羅滿寧以“奧·鮑里索夫”的笔名出版的《苏中关系（1945 -1980）》也提到，毛在抗战初期要求中共和八路军「用一分力量和日本鬥，用二分力量来和国民党鬥，用七分力量来发展自己」。

### 《中共黨的策略路線》手册
1938年春，一本叫作《中共黨的策略路線》的手冊在漢口流傳，據說是张浩（林彪堂兄林育英的化名）1937年2月在延安抗日軍政大學演講的紀錄。其中對於統一戰線的說法與中共官方說法非常不同：統一戰線的動機是中共的弱小與瀕臨失敗；以三民主義作掩護，繼續進行土地革命；把日本當作頭號敵人是不得以的，但是最終目標是推翻國民黨一黨專政。周恩來指出不存在该讲话，但也承認张浩的演講系列中有類似內容。美國史丹佛大學研究中共統戰的范力沛教授認為，此書反應了中共內部認為統一戰線是短期戰術，直接目標還是孤立與摧毀國民黨。
杨奎松著作中，引用了张闻天、毛澤東與张浩的說法。1937年5月，张闻天在中共全国代表会议（當時稱苏区代表会议）上表示，今天联合资产阶级，是为着明天反对资产阶级。毛泽东认为：中共妥协让步，并不改变革命的目标和政权的性质，而且决不放弃將來由无产阶级政党来领导中國的目標。張浩說：中共現在讓步，就是要給革命以休養的時間，中共「要爭取全民性的同情和擁護」，要滲透到從國民黨到青、紅幫到保甲及各種各樣的組織和團體中去，爭取民眾。因此現在只能以抗日為主，土地革命次之；但抗日是在明處，土地革命仍可在暗處進行。一旦「見到革命到了高漲的時候，我們的策略馬上就要改變」。那時中共就可以將土地革命和階級革命又放在明處，放到前面來，並再行階級革命的手段了。杨奎松認為，中共中央在国共合作之初，就明确提出了对国民党既要“联合”又要“孤立”的双重方针。

### 国民党内部报告
根據現今解密之國府情報檔案報告，国民党认为中共確有按七二一方針行動：
- 「張蔭梧電蔣中正：據報共匪仍行反中央政策，向民眾宣傳本黨破壞統一戰線，通令蒐集食糧，增加彈藥生產，並嚴令避免與日軍作戰，而專力應付國軍。」[22]
- 「蔣中正接龍雲電稱：汪兆銘臨行時明言與敵倭有約，到港商洽中倭和平事件；又接張蔭梧電稱：八路軍利用呂正操等在冀一年來對寇游而不擊，對地方假合理擔負之名行階級鬥爭之實等，近衛文麿發表所謂調整國交之荒謬聲明，揚言澈底擊滅抗日之國民政府，與新生之政權相提携，以建設東亞新秩序。」[23]
- 「蔣鼎文電蔣中正：據高仲謙稱，查朱德、彭德懷和八路軍各師長所發表電文，反對陳誠所稱八路軍游而不擊，延安無一傷兵即是明證。查此電原稿為毛澤東親擬，用朱德等名義由延安發出，故可作共黨之心理觀及政治觀等。」[24]

但並未有證據显示毛澤東說過此言論。而共产党认为在洛川会议上制定独立自主的原则，建立敌后抗日根据地，采取独立自主的山地游击战。不能与七二一方针等同。

## 相关旁证

### 毛泽东言论

#### 張國燾回憶錄
張國燾在《我的回憶》中，對於1937年8月20日洛川會議內容有如下記載：:387

   他認為日本軍事勢力遠勝中國，抗戰絕無幸勝之理。前此中共強調武力抵抗日本，並不是認為就此可以打勝，而是為解決國內矛盾所必需。
   他（毛澤東）警告會眾不要為愛國主義所迷惑，不要到前線去充當抗日英雄；要知道日本的飛機大炮所能給予我們的危害，將遠過於蔣介石以前所給予我們的危害。它主張八路軍應該堅持游擊戰爭，避開與日軍的正面衝突，避實就虛，繞到日軍的後方去打游擊，主要任務是擴充八路軍的實力，並在敵人後方建立中共所領導的抗日游擊根據地。
   毛澤東接著強調中央和八路軍應該絕對的維持獨立自主。他說明八路軍從後仍應完全遵照中共中央軍委會的指示行事，南京國民黨軍事委員會和各戰區司令長官對八路軍有任何命令，都應先報告延安，聽候處斷。凡是不利於八路軍的任何命令概應用各種藉口，予以推脫。
    我當場聽了張聞天、毛澤東的言論，覺得他們把底牌揭開了，抗日民族統一戰線的政策遭到蹂躪，民族大義也不受重視，抗日烈火也沒有改變著兩個自私的陰謀家的心腸。

#### 庐山会议谈话
1959年7月31日，毛泽东在庐山会议上批判彭德怀曾经发动百团大战，李锐有如下谈话记录：:223
主席：打蒋介石十年，打红了眼；抗日一来，蒋介石突然漂亮了，不知道这是暂时朋友，不久以后的敌人。
林彪：平型关吃了亏，头脑发热，是弼时作的决定。
主席：一些同志认为日本占地越少越好，后来才统一认识：让日本多占地，才爱国，否则变成爱蒋介石的国了。国内有国，蒋，日，我，三国志。
彭总：黄绍雄很早意识到了。
林彪：百团大战是大战观念。
主席：三个师只三万两千人，号称四万八。当时打大战观念转不过来，本应该分散发动群众。
彭总：百团大战后，才搞武工队。这一仗是帮了蒋介石的忙，但对以后整伪军有好处。华北会议，斗了我，以后对守纪律比较注意。

8月1日，毛泽东在继续召开的庐山会议上说：
同蒋介石抗日联合，是暂时的，同国民党两次联合（第一次是同孙中山）是暂时的。互相利用，暂时同盟，原则恰恰相反：己所不欲，要施于人。求生存、扩大，这是己之所欲，难道要资产阶级也扩大？恰恰相反，己之不欲，自己不生存、不扩大，自己消灭，当然不是；要扩大；而且施之于人，不愿国民党扩大，准备条件消灭之。:235-236

#### 和王洪文、张春桥的谈话
《毛泽东全集》第51卷记载了1973年7月4日，毛泽东和王洪文、张春桥的谈话，谈到抗战时希望日军进攻重庆：
日本人不听话。你怎么办？一直打到广西、贵州。我的意思是最好打到重庆、西安去，他也不听我的呢。我这个思想，跟列宁接近，叫作半败北论。公开拥护蒋介石抗日，反对顽固派，实际希望最好把蒋委员长也打死。
……
列宁就是主张割地赔款，签和约。这个和约是闭着眼睛签字的。第一写上割地、第二是赔款。德国帝国主义跑了，对付西方，他也不能两面作战。那是第一次世界大战。后来地也没有割，款也没有赔，条约一张废纸，就象尼克松讲的。我是半败北论。列宁是主张完全败北，主张政府军完全被打败。那时俄国和日本的军队在旅顺、大连、辽阳一带打仗。越彻底越好，革命就会起来了，俄皇的威信就会完蛋了。我们打日本，不能学他的全部，实际上要用他的。蒋介石王八蛋，你干什么？！大地主、大资产阶级的代表，几百万军队都是反革命的军队，跟我们打了十年，又有三次反共高潮。我是希望日本人对于中国的地方越占得多越好。

### 《延安日记》
《延安日记》

### 季米特洛夫日记
1941年5月18日：
(毛泽东发给彭德怀之电报)目前方针是必须打日本，但又决不可打得太凶。不打则国民党不能谅解，中间派亦会说话，但如打得太凶，则有相反危险，日本将转向我们报复，国民党坐收渔利，并将进攻边区。恩来电是转给你作参考的，他电中反映国民党及外国人的压力，我们不可不听，又不可尽听。望按此总方针调节我们的行动，在一部分地方打得大些，而在其他地区则打得小些，使国民党觉得我们真在打就好了。
1944年5月6日，保加利亚共产党人季米特洛夫在日记中称：“毛泽东有些片面地和明显不适当地评价了国共关系和他们所参加的这场对日战争。……事实上，特区领导层相信，蒋介石是目前中共最主要的敌人。”特区领导人现在的最主要目的，就是在为应付即将到来的国共冲突做好一切准备。而这样的作战实际上一直都在进行，仅仅在1943年里，“新四军就对中央军进行了724次战斗，结果，击毙击伤8,181人，俘获9,879人，夺取了34个据点，以及8,622支步枪，507支散弹枪，以及200挺机关枪。”因此，日本在4月17日发动的针对河南地区的大规模进攻，明显地受到了毛泽东等人的欢迎。“中共无意在这一地区帮助中央军防御日本人的进攻。”

### 雷震远回忆录
雷震远神父在回忆录《内在的敌人》中称，共军将领吕正操曾威胁逮捕自己，理由是救护受伤的老百姓属于“叛国罪”。吕正操直言：“日本杀的中国人越多，对中国越有利”，“日本人的屠杀会鼓励起人民的仇恨，这就是我们所需要的。那也是激励人们加入我们队伍的方法！”雷震远抗议道：“将军，你没有出力打日本”，“我不明白你何以需要这样庞大的军队。真的我有些惊奇。你一向强调人民加入你们的部队去打日本。但是你并没有尽力和他们打仗——不常打，打得不起劲。”接着，雷震远与吕正操展开如下对话：

“我们的最大敌人不是日本”，他说。
“不是日本？”我惊奇地反问。
“不，不是的”，他愤然说出。
“谁是你们的大敌人？”我问道。

“蒋介石，他是我们的大敌”。吕正操说。“正因为蒋介石是我们的大敌，中国共产党才不能全力打日本。我们不能让日本在中国太强，但是我们也不能对他们拼命作战而使他们太弱。假如日本太强，共产主义便无法在中国获胜。假如日本太弱，蒋介石便不会失败”。

## 學界看法
- 劍橋大學方德萬教授認為共軍是以保存實力為主。如中國通約翰·佩頓·戴維斯1945年4月對駐俄大使傅秉常所說，日軍來了共軍就跑，日軍走了共軍又佔領村莊。共軍保存實力以備將來爭權。共軍為了避免日軍報復而避免攻擊日軍，而因為解放區缺乏軍事價值，日軍對攻擊共軍也不感興趣。英國的情報來源則說共軍有可觀的軍事實力，但用於抗日上相當保留，因此推論延安與日軍高層應該存在某種勾結。[31]
- 陳永發：国民政府这种指责，预先假定应付、扩大和抗日三事可以截然画分，而相互之间是此长彼消，此消彼长的关系；中共为了扩大，故意牺牲抗日，而为了应付国民政府的反对和镇压，也故意减少抗日活动。对于中共，这一假定根本就是荒谬绝伦。他们并不讳言自己确实是在扩大实力，不过坚持扩大实力是为了抗日，以备有朝一日对日军反攻，而由于国民政府不给中共“抗日自由”，尤其不容许中共扩大实力，所以中共必须应付。对中共而言，国民政府可以截然画分为三的，其实就是抗日一件事情而已。[2]
- 劉維開：所謂「一分抗日，二分應付，七分壯大自己」的說法，國府強調是來自中共內部情資，就中共在抗戰中的作為而言，的確是不介入日軍與國軍的「正面戰場」，以敵後游擊為主。既然是打游擊，當然要建立並鞏固根據地，並且趁機壯大自己實力，因此即使公文上沒有這句話，但整體策略的確是如此，不過「換成任何政治團體，那時大概也都是這麼做」。[32]
- 美國史丹佛大學的范力沛教授（Lyman P. Van Slyke）的評論是有沒有這個指示並不重要，重要的是中共的確在執行這一策略。[33]他认为七二一方針系捏造，这个问题涉及国民党历史的诚实问题。范力沛还说，在某些时刻某些地方，中共的实际行为接近于这种力量划分。[1]
- 已故旅美史家唐德剛認為：“毛氏是否说过这句话？这句话是不是国民党特务对毛公的造谣？历史家无徵不信，都应存疑。但是历史家可以肯定的说，这是最高明的一着棋！国民党的烂特务中，还没有造这项谣言的智慧。……未及三年，區區的兩三萬人的小小「八路军」，便发展成拥有五十万枪兵的大军了（读者不妨参阅目前最新的史料，毛毛着《我的父亲邓小平》，页四一八）。你能说毛主席的‘七分发展，两分应付，一分抗日’的训辞是假的？历史确实是这样发展的嘛。”[34]
- 中國北京大学历史学系教授楊奎松認為：關於七二一方針，“以当时形势与战局变动之复杂，和毛、朱等对国共关系状况及中日战局变化了解之局限，是根本不可能预想和设计出来的。”，但楊教授也同意，到了1940年中共中央“确是将军事发展放在了决定性的位置上，并且具体规划了‘在坚持游击战争的总的任务下，扫除一切投降派顽固派的进攻，将整个华北直至皖北、江南打成一片，化为民主的抗日根据地，置于共產黨进步势力管理之下，同时极大发展鄂中与鄂东’的大发展目标及其实际步骤。但是，这毕竟是1939年国共两黨关系发生急剧改变之后的情况了，与1937年抗战爆发初期的情况不能混为一谈，更不能张冠李戴。”[35]

## 备注
1. ↑  青白出版社、華嚴出版社當時都是國民黨所屬，以發行反共文學為主。
2. ↑  巢父为記者的筆名
3. ↑  賴輝煌時任中共鎮原縣委宣傳部長。
4. ↑  出處同前，引號內原字照錄。